# Lijst van burgemeesters van Berkelland
Dit is een lijst van burgemeesters van de Nederlandse gemeente Berkelland in de provincie Gelderland sinds haar stichting op 1 januari 2005. Berkelland is ten gevolge van een gemeentelijke herindeling per deze datum ontstaan door de samenvoeging van de gemeenten Borculo, Eibergen, Neede en Ruurlo.
| Ambtsperiode                      | Naam burgemeester                 | Partij of stroming | Bijzonderheden |
| --------------------------------- | --------------------------------- | ------------------ | -------------- |
| 1 januari 2005 - 1 september 2005 | A.Z. (Aaltina) Evenhuis-Meppelink | VVD                | waarnemend     |
| 1 september 2005 - 1 juli 2014    | H.L.M. (Hein) Bloemen             | CDA                | [ 1 ]          |
| 4 juli 2014 – heden               | J.H.A. (Joost) van Oostrum        | VVD                | [ 1 ]          |